# Burhaniye (district)
Burhaniye is een Turks district in de provincie Balıkesir en telt 48.602 inwoners (2007). Het district heeft een oppervlakte van 280 km².
De bevolkingsontwikkeling van het district is weergegeven in onderstaande tabel.

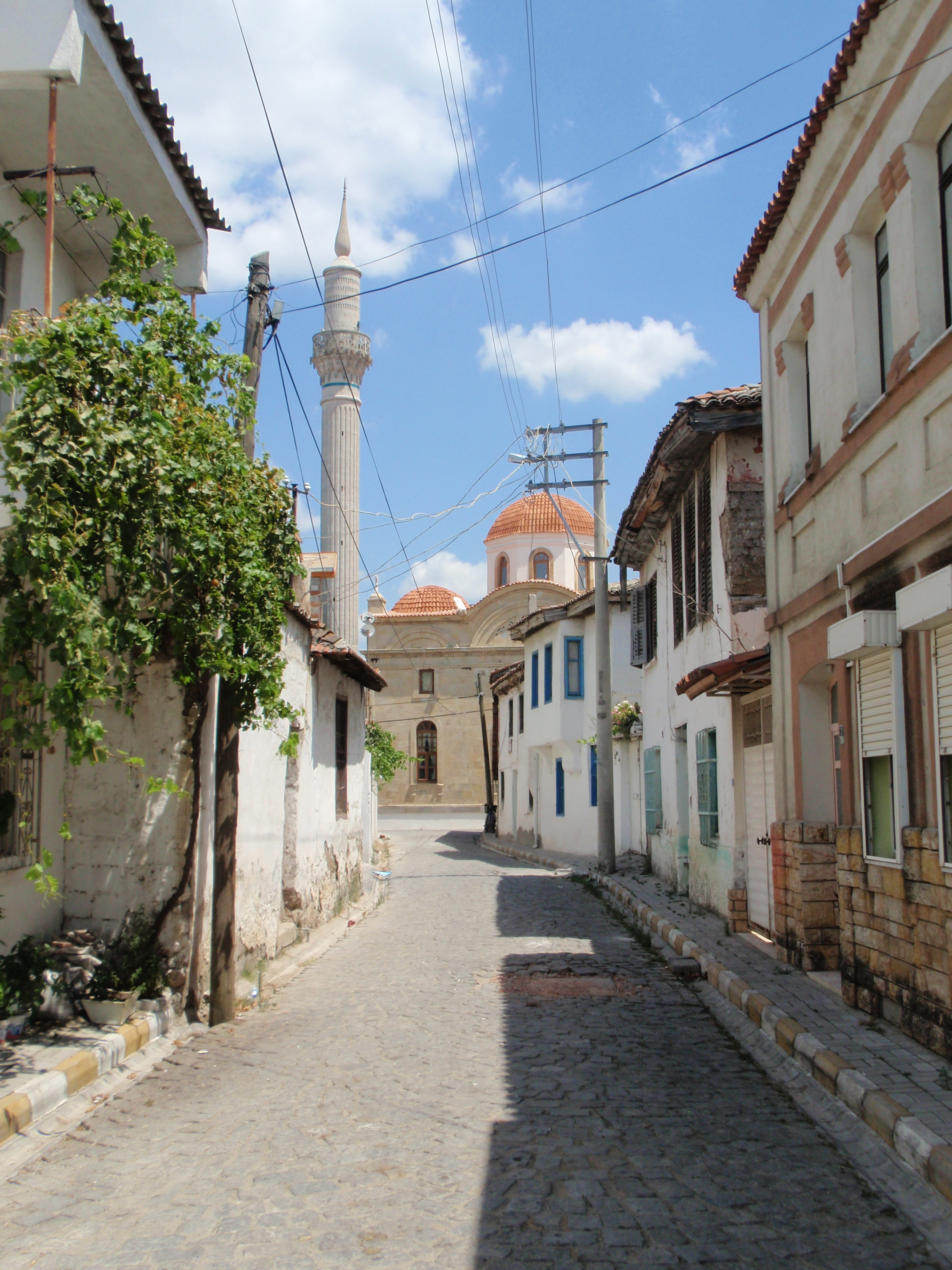
Een historische straat in Burhaniye

| 1997   | 2000   | 2007   |
| ------ | ------ | ------ |
| 38.841 | 43.199 | 48.602 |